# Bob Blackburn
Bob Blackburn (1924 - 8 de janeiro de 2010) foi um comentarista esportivo estadunidense que comentava jogos da National Basketball Association.